# Leporimetis obesa
Leporimetis obesa är en musselart som först beskrevs av Gérard Paul Deshayes 1855.  Leporimetis obesa ingår i släktet Leporimetis och familjen Tellinidae. Inga underarter finns listade i Catalogue of Life.